# Almásgalgó
Almásgalgó (románul: Gâlgău Almașului) falu Romániában, Erdélyben, Szilágy megyében.

## Fekvése
Az Almás patak két partján, Zsibótól 8,5 km-re délkeletre, Tihó és Kettősmező között fekvő település.

## Nevének eredete
Almásgalgó (Galgó) neve a szláv glog (glogov) (=galagonya) szóból ered.

## Története
A falu nevét az oklevelekben 1560-ban említették először Chalgo alakban.
Galgó Almás várának tartozéka volt, s mint ekkor Doboka vármegyéhez tartozó helység a Páncélcsehi járáshoz tartozott. 1560 előtt Bebek Ferenc birtoka volt.
1560-ban Somlyói Báthory Kristófot és nejét iktatták be a hűtlenségbe esett Bebek Ferenc birtokába.
1603-ban Csáky István mint Nagy-Almáshoz tartozó birtokot vette zálogba Rátóti Gyulafi Lászlónak.
1630-ban Zakariás Istvánné Básti Anna és gyermekei voltak birtokosai.
1837-ben Józsika bárót írták a település birtokosának.
Az 1837 évi összeíráskor Almásgalgónak 566 lakosa volt, a házak száma 95.
1890-ben 966 lakosából 904 fő oláh, 21 magyar, 41 egyéb nyelvű volt. A népességből 922 fő görögkatolikus, 6 római katolikus, 2 evangélikus, 36 izraelita volt. A házak száma 211 volt.
A trianoni békeszerződés előtt Szilágy vármegye Zsibói járásához tartozott.
A 2002-es népszámláláskor 1082 lakosa közül 1055 fő (97,5%) román, 20 (1,8%) cigány, 4 (0,4%) magyar és 3 (0,3%) német volt.

## Nevezetességek
- Görögkatolikus templomát 1805-ben Haller Rozália építtette.
- Sárkányok kertje: az Almás patak völgyének különleges látványossága a sárkányokra emlékeztető formájú erózió és földcsuszamlások, suvadás által kialakult alakzatok a homokkő és aprószemcsézettségű konglomerátumok rétegeiben.